# Eduard Koerner
Eduard Koerner, někdy psán jako Körner (5. srpna 1863 Tachov – 29. března 1933 Praha), byl český advokát a politik.

## Biografie
Narodil se v etnicky německém Tachově a vychodil německé gymnázium v Plzni. Teprve pak studoval na české univerzitě v Praze, kde promoval roku 1888 a roku 1892 se stal advokátem. Jako advokát zastával od roku 1905 post místopředsedy advokátní komory v Praze a potom téměř po 15 let i jejího předsedy. Zabýval se jazykovým právem autorským a živnostenským právem, porotními soudy a dějinami advokacie. Přispíval do denního i odborného tisku. Publikoval studie O novém zákoně autorském, O reformě porot, O živnostenském soudnictví atd.
Angažoval se ve veřejném životě. Roku 1895 spolupodepsal Manifest české moderny. Politicky aktivní byl již za Rakouska-Uherska. Původně byl členem staročeské strany. Profiloval se jako odborník na jazykové otázky v mnohonárodnostním Rakousku-Uhersku. V roce 1899 se přiklonil ke skupině okolo Tomáše Masaryka a podílel se na vzniku takzvané realistické strany (oficiálně Česká strana lidová), pro kterou napsal kapitolu o jazykové otázce do jejího programu.
Od roku 1907 byl poslancem Českého zemského sněmu, nyní za mladočeskou stranu. Ve volbách do Říšské rady roku 1911 se stal poslancem Říšské rady (celostátní parlament), kam byl zvolen za okrsek Čechy 20. Usedl za mladočechy do poslanecké frakce Český klub. Ve vídeňském parlamentu setrval do zániku monarchie.
V roce 1916 obhajoval před vojenským soudem dr. Karla Kramáře, Aloise Rašína a Vincence Červinku v jejich procesu, v kterém byli obžalováni z velezrady.
Po vzniku Československa působil v diplomatických službách. Byl československým zplnomocněncem pro labskou plavbu na území Německa. Později se stal prezidentem Nejvyššího účetního kontrolního úřadu.
Zemřel roku 1933 po delší nemoci v podolském sanatoriu v Praze.